# مهار مکانیکی آفت
بازداری مکانیکی آفت‌ها (به انگلیسی: Mechanical Pest Control) روشی است که در آن به صورت دستی یا با استفاده از ابزارهای ابتدایی به‌طور مستقیم به حذف جمعیت آفت در اکوسامانه زراعی اقدام می‌شود. نصب توری‌های حشرات، آغشته نمودن تنه درختان به مواد چسبناک، کندن گودال، جمع‌آوری مستقیم حشرات، استفاده از تله‌های تصادفی و جاذب از متداول‌ترین روش‌های کنترل‌کننده حشرات در مبارزه مکانیکی است.